# Boston (Georgia)
Boston – miasto w Stanach Zjednoczonych, w stanie Georgia, w hrabstwie Thomas.